# Dennis Tretow
Dennis Tretow (* 30. Mai 1983 in Rendsburg) ist ein ehemaliger deutscher Handballspieler.

## Karriere
Der heutige Fluggerätmechaniker Tretow wechselte im Jahr 2002 aus der A-Junioren-Mannschaft des TSV Büsum zum damaligen Regionalligisten Bramstedter TS. In seinen ersten beiden Spielzeiten in der Regionalliga belegte Tretow mit den Bramstedtern 2002/03 zunächst einen Platz im unteren Mittelfeld, im Folgejahr einen Platz im oberen Mittelfeld. 2004 wechselte er dann zum VfL Bad Schwartau, mit dem er in den nächsten Spielzeiten dauerhaft in der Spitzengruppe der Regionalliga Nordost mitmischen konnte. In den Spielzeiten 2005/06 und 2006/07 der Regionalliga belegte Tretow jeweils Platz 1 in der Torschützenliste. Während er 2006 mit 241 Toren durchschnittlich 9,3 Tore erzielen konnte, konnte er in der darauf folgenden Spielzeit 270 Tore erzielen, was mehr als ein Viertel aller Schwartauer Tore ausmachte.
Nachdem die Schwartauer mit ihren Aufstiegsbemühungen scheiterten, schafften sie es durch einen Sieg über die zweite Mannschaft der SG Flensburg-Handewitt im Jahr 2008 in die 2. Handball-Bundesliga aufzusteigen. In dieser Spielzeit belegte Tretow mit Platz 6 in der Torschützenliste der gesamten Regionalliga weiterhin den ersten Rang in der vereinsinternen Rangliste.
In seiner ersten Saison als Zweitligaspieler belegten die Schwartauer auf Anhieb einen von der Abstiegszone weit entfernten Mittelfeldplatz. Dennis Tretow belegte in jener Saison mit 233 Toren hinter Marcus Hock den zweiten Platz in der Torschützenliste.
Der Vertrag des Spielers lief ursprünglich am Ende der Spielzeit 2008/09 aus, woraufhin er zu Anfang der Spielzeit 2008/09 Angebote von mehreren Vereinen aus der 1. Bundesliga bekam. Er entschied sich jedoch seinen Vertrag beim VfL Bad Schwartau zu verlängern. Nach der Saison 2014/15 beendete er seine Profikarriere, und schloss sich im Juli 2015 dem Oberligisten HG Hamburg-Barmbek an. Mit Barmbek stieg er 2017 in die 3. Liga auf. Nachdem Barmbek 2018 in die Handball-Oberliga Hamburg - Schleswig-Holstein abgestiegen war, lief Tretow nur noch im Notfall auf. In der zweiten Saisonhälfte der Spielzeit 2021/22 ging er für den SH-Ligisten MTV Lübeck auf Torejagd.
Tretow spielte zusätzlich Beachhandball bei den Sandfüchsen.

## Besondere Spiele
Das wichtigste Spiel in der Karriere des Linksaußen war das Spiel gegen den TBV Lemgo am 21. Oktober 2009 in der dritten Runde des DHB-Pokals. Hierbei erzielte Tretow 12 von allen 57 Toren und war damit der beste Torschütze des Spiels und trug auch spielerisch zusammen mit Jan Schult zum Erfolg über den Erstligisten bei. Er erzielte hierbei zwei Minuten vor Schluss den Treffer zum 28:28, ehe Peter Kasza das spielentscheidende 29:28 erzielen konnte.

## Saisonstatistiken als Profi-Handballer
| Saison  | Verein            | Spielklasse        | Spiele | Tore | Tore pro Spiel | 7-Meter | Feldtore |
| ------- | ----------------- | ------------------ | ------ | ---- | -------------- | ------- | -------- |
| 2008/09 | VfL Bad Schwartau | 2. Bundesliga Nord | 34     | 233  | 6,9            | 57      | 176      |
| 2009/10 | VfL Bad Schwartau | 2. Bundesliga Nord | 32     | 215  | 6,7            | 57      | 158      |
| 2010/11 | VfL Bad Schwartau | 2. Bundesliga Nord | 31     | 126  | 4,1            | 43      | 83       |
| 2011/12 | VfL Bad Schwartau | 2. Bundesliga      | 38     | 101  | 2,7            | 24      | 77       |
| 2012/13 | VfL Bad Schwartau | 2. Bundesliga      | 37     | 117  | 3,2            | 21      | 96       |

## Verweise und Anmerkungen
1. ↑  ln-online.de: Abschied mit Tränen, Toren und 40 Punkten, abgerufen am 11. Dezember 2023
2. ↑  Torschützenliste 2005/06
3. ↑  Offizielle Statistik der HBL
4. ↑  archiv.thw-handball.de: Spielertrainer Thomas Knorr führt den VfL nach sechs Jahren in die 2. Bundesliga zurück, abgerufen am 25. Mai 2017
5. ↑  Jens Kürbis: Schwartau im Sturmlauf zum 32:20-Sieg. In: Lübecker Nachrichten. 15. März 2015, S. 25.
6. ↑  handball-barmbek.org: 1.Herren - spektakulärer Neuzugang, abgerufen am 22. Juli 2015
7. ↑  handball-world.news: HG Hamburg-Barmbek beginnt die "Mission Wiederaufstieg" mit Kohnagel und Kintrup, abgerufen am 20. Juli 2018
8. ↑  hamburgerhv.de: HG Hamburg-Barmbek - Knapper Sieg gegen Stralsund im Hinspiel der Aufstiegs-Relegation, abgerufen am 16. Juni 2022
9. ↑  Jens Kürbis: VfL-Legenden für MTV-Projekt In: Lübecker Nachrichten. 16. Juni 2022, S. 17.
10. ↑  ln-online.de: Tretow-Gala und 40 Punkte, abgerufen am 24. Juni 2019
11. ↑  Elektronischer Spielbericht (Seite nicht mehr abrufbar, festgestellt im Dezember 2023. Suche in Webarchiven)  Info: Der Link wurde automatisch als defekt markiert. Bitte prüfe den Link gemäß Anleitung und entferne dann diesen Hinweis.

| Personendaten    | Personendaten             |
| ---------------- | ------------------------- |
| NAME             | Tretow, Dennis            |
| KURZBESCHREIBUNG | deutscher Handballspieler |
| GEBURTSDATUM     | 30. Mai 1983              |
| GEBURTSORT       | Rendsburg                 |